# Enhörning (kanon)

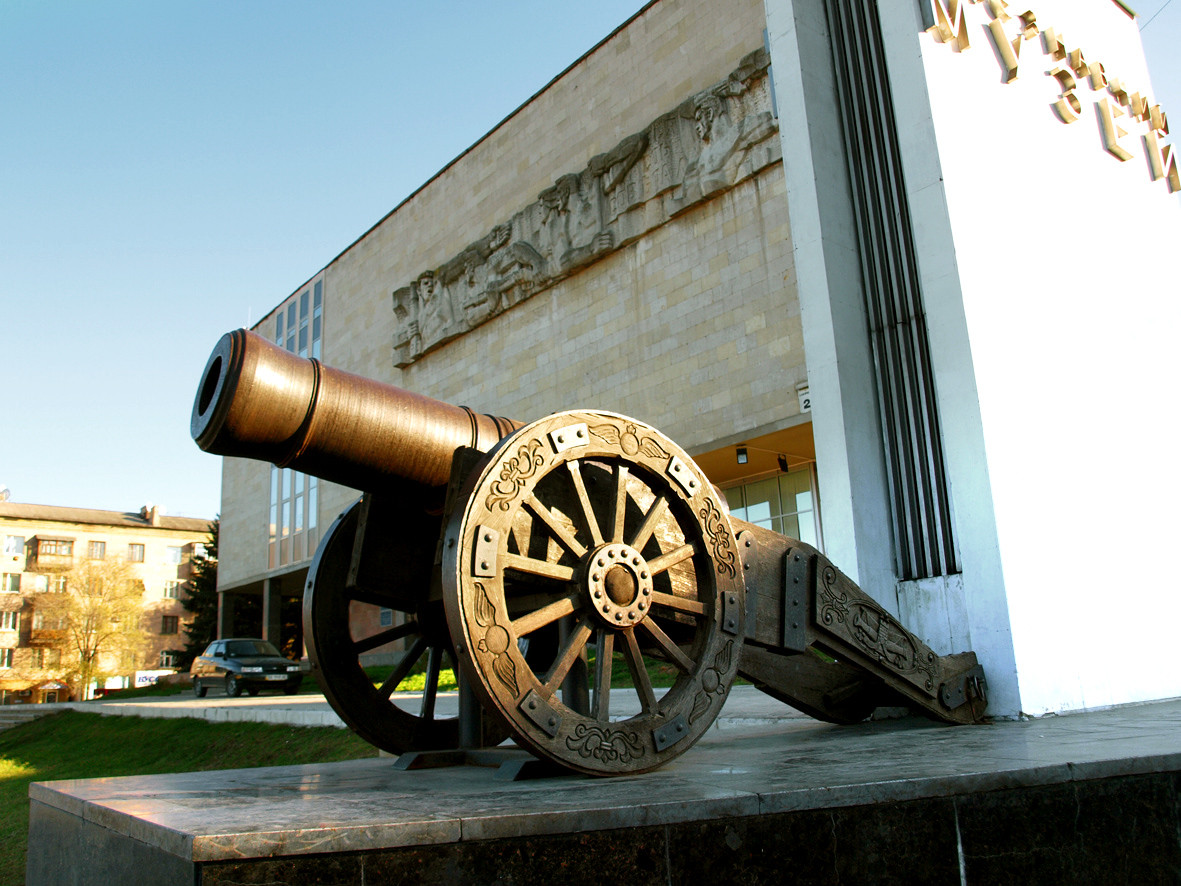
Enhörning från 1814 i Luhansk

Enhörning (ryska: Единорог, Yedinorog, 'enhörning') är det svenska namnet på en typ av ryska kanoner under 1700- och 1800-talen. Det är en myningsladdad mörsare, som uppfanns 1757 av M.W. Danilov och S.A. Martynov och det infördes av generalen Peter Ivanovich Shuvalov.
Enhörningen var en hybrid mellan en mörsare och en mer konventionell kanon, med ett längre eldrör än en konventionell mörsare, vilket ger projektilen ett längre verkansavstånd och en flackare bana till målet. Precis som mörsare hade enhörningen en krutkammare som var mindre än sin egen kaliber, men där mörsarens var cylinderformad så var enhörningens konformad, med samma basdiameter som eldrörets kaliber. Den koniska kammaren var enklare att ladda och gjorde att man kunde placera projektilen i rörets centrum. Enhörningar kunde avfyra både kanonkulor och granater, men även druvhagel och kartescher.